# Anielewo (województwo kujawsko-pomorskie)
Anielewo – kolonia w Polsce położona w województwie kujawsko-pomorskim, w powiecie brodnickim, w gminie Bobrowo. Miejscowość wchodzi w skład sołectwa Kruszyny Szlacheckie.
W latach 1975–1998 miejscowość administracyjnie należała do województwa toruńskiego.
Z Anielewa pochodzi Tadeusz Szaliński, polski prawnik, działacz niepodległościowy.